# Janwada, Bidar
Janwada là một làng thuộc tehsil Bidar, huyện Bidar, bang Karnataka, Ấn Độ.